# Marcelo Mattos
Marcelo de Mattos Terra, noto semplicemente come Marcelo Mattos (Indiaporã, 10 febbraio 1984), è un ex calciatore brasiliano, di ruolo centrocampista.

## Caratteristiche tecniche
Viene utilizzato molte volte come terzino.

## Carriera
Marcelo Mattos inizia la sua carriera nel Mirassol, nella terza divisione brasiliana. Nel 2001 va a giocare in Giappone, nel Tokyo. Rimane in Oriente un altro anno, e non riesce ad esprimersi al meglio. Nel 2003 torna in Brasile, al São Caetano per poi passare, l'anno successivo, al Corinthians dove segna ben 17 gol in 134 partite. Resta in Brasile fino al 2007, quando viene acquistato dal Panathīnaïkos. Il 26 agosto 2009 ritorna al Corinthians che annuncia il suo arrivo in prestito per un anno.

## Palmarès

### Club

#### Competizioni statali
- Campionato paulista: 1

São Caetano: 2004

#### Competizioni nazionali
- Campionato brasiliano: 1

Corinthians: 2005